# Охотниково (Омская область)
Охо́тниково — деревня в Тюкалинском районе Омской области. Входит в состав Коршуновского сельского поселения.

## История
В 1928 году деревня состояла из 90 хозяйств, основное население — русские. В административном отношении являлась центром Охотниковского сельсовета Тюкалинского района Омского округа Сибирского края.

## Население
| 1926 | 2010 |
| ---- | ---- |
| 485  | ↘152 |

## Улицы
- ул. Береговая,
- ул. Озёрная,
- ул. Центральная.